# نايل سات 103
نايل سات 103 هو الاسم التجاري للقمر الصناعي الأوروبي Atlantic Bird 4 في الفترة من (2005 - 2009) المملوك من طرف المجموعة الأوروبية للأقمار الصناعية يوتلسات، وقد بدأ استخدام هذا الاسم من طرف الشركة المصرية للأقمار الصناعية نايل سات بعد إبرامها لاتفاقية تجارية مع المجموعة الأوروبية في سبتمبر 2005 والتي بموجبهما يتم نقل القمر الصناعي AB4 إلى الموقع 7 درجات غرباً حيث يوجد في الخدمة القمرين الصناعيين المصريين نايل سات 101 و102، وانتهت في 2009.
يقوم هذا القمر الصناعي برفقة القمرين الصناعيين المصريين باستغلال الموضع 7° غرباً لبث موجات القنوات التلفزيونية والراديو والبيانات الرقمية لأكثر من 150 مليون فرد متواجد في الشرق الأوسط وشمال أفريقيا وجزء من جنوب أوروبا، مع دخول القمر الصناعي المصري الثالث نايل سات 201 الخدمة أواخر 2010.